# 法医学
法医学（英语：forensic medicine、legal medicine 或 medical jurisprudence）是应用医学、生物学与其他自然科学的理论和技术以研究并解决司法实践中有关医学问题的一门医学与法庭科学的交叉学科。

## 历史发展
早在中國古代的秦朝，就有相關法醫學的發展。秦律規定，死因不明的案件原則上都要進行屍體檢驗，司法官如果違法不進行檢驗，將受到處罰。秦代的《封診式》對法醫鑑定的方法、程序等有較為詳細的記載。在人命案件中，鑑定檢驗的主要內容有屍體的位置、創傷的部位、數量、方向以及大小等。令史檢驗完成之後，必須提交書面報告，稱為“爰書”，是世界上最早的法醫鑑定結論和現場勘察報告。此後，宋代時任湖南提點刑獄兼大使行府參議官的宋慈根據個人經驗，編寫《洗冤集錄》，為中國法醫研究的集大成者，也是世界歷史上第一本以死亡方式系統編輯的法醫學著作。其反映出法醫工作的核心：提供醫學上的證據，協助檢察官、辦案者找出司法案件的真相，還原事實。為了提供最客觀正確的事實，因此法醫學必須運用各學門的相關知識來幫助辦案。
1575年，法國外科醫生帕雷（Ambrose Paré）發表《外科手術學》。書中，提到某些死亡鑑定方式。 1598年，義大利醫師菲德利斯（Fortunato Fidelis）發表《醫生關係論》，這是歐洲第一部法醫學著作。 1642年，德國萊比錫首開法醫學講座。 1782年，柏林創辦第一份法醫學雜誌。 1899年，西方法醫學傳入中國。
現代法醫學分為基礎法醫學和應用法醫學，基礎法醫學著重於原理的研究，應用法醫學則是運用基礎法醫學的研究成果，來解決法律上的問題。

## 法医学分科
常见的法医学分科包括：
- 法医病理学
- 临床法医学
- 法医毒理学
- 法医精神病学
- 法医物证学
  - 法医血液遗传学
  - 法医人类学
  - 法医牙科学